# Partecipanti al Gran Piemonte 2024
Elenco dei partecipanti al Gran Piemonte 2024.
Il Gran Piemonte 2024 è stato la centottesima edizione della corsa. Alla competizione presero parte 23 squadre: 14 con licenza UCI World Tour 2024 e 9 UCI ProTeam.
Accreditati alla partenza 155 ciclisti.

## Corridori per squadra
Nota: R ritirato, NP non partito, FT fuori tempo, SQ squalificato
| Lidl-Trek               | Lidl-Trek               | Lidl-Trek               | Alpecin-Deceuninck            | Alpecin-Deceuninck            | Alpecin-Deceuninck            | Arkéa-B&B Hotels       | Arkéa-B&B Hotels       | Arkéa-B&B Hotels       |
| ----------------------- | ----------------------- | ----------------------- | ----------------------------- | ----------------------------- | ----------------------------- | ---------------------- | ---------------------- | ---------------------- |
| N°                      | Ciclista                | Clas.                   | N°                            | Ciclista                      | Clas.                         | N°                     | Ciclista               | Clas.                  |
| 1                       | Giulio Ciccone          | 30°                     | 11                            | Kaden Groves                  | 43°                           | 21                     | Vincenzo Albanese      | R                      |
| 2                       | Julien Bernard          | 89°                     | 12                            | Tobias Bayer                  | 101°                          | 22                     | Jenthe Biermans        | R                      |
| 3                       | Dario Cataldo           | 99°                     | 13                            | Juri Hollmann                 | 74°                           | 23                     | Alessandro Verre       | 95°                    |
| 4                       | Fabio Felline           | 66°                     | 14                            | Louis Kitzki                  | R                             | 24                     | Simon Guglielmi        | 60°                    |
| 5                       | Jacopo Mosca            | 77°                     | 15                            | Xandro Meurisse               | 5°                            | 25                     | Laurens Huys           | 23°                    |
| 6                       | Sam Oomen               | R                       | 16                            | Henri Uhlig                   | 103°                          | 26                     | Łukasz Owsian          | 115°                   |
| 7                       | Natnael Tesfatsion      | 7°                      | 17                            | Stan Van Tricht               | 118°                          | 27                     | Michel Ries            | 62°                    |
| Astana Qazaqstan Team   | Astana Qazaqstan Team   | Astana Qazaqstan Team   | Bahrain Victorious            | Bahrain Victorious            | Bahrain Victorious            | Bingoal WB             | Bingoal WB             | Bingoal WB             |
| N°                      | Ciclista                | Clas.                   | N°                            | Ciclista                      | Clas.                         | N°                     | Ciclista               | Clas.                  |
| 31                      | Alberto Bettiol         | 68°                     | 41                            | Matej Mohorič                 | 10°                           | 51                     | Marco Tizza            | R                      |
| 32                      | Davide Ballerini        | R                       | 42                            | Nikias Arndt                  | 56°                           | 52                     | Louka Matthys          | 114°                   |
| 33                      | Cees Bol                | 46°                     | 43                            | Matevž Govekar                | 45°                           | 54                     | Davide Persico         | R                      |
| 34                      | Evgenij Fëdorov         | 117°                    | 44                            | Andrea Pasqualon              | 47°                           | 55                     | Dimitri Peyskens       | 85°                    |
| 35                      | Michele Gazzoli         | R                       | 45                            | Damiano Caruso                | 108°                          | 56                     | Lennert Teugels        | 50°                    |
| 36                      | Max Kanter              | 96°                     | 46                            | Fred Wright                   | R                             | 57                     | Giacomo Villa          | 107°                   |
| 37                      | Alessandro Romele       | 91°                     | 47                            | Edoardo Zambanini             | 9°                            |                        |                        |                        |
| Cofidis                 | Cofidis                 | Cofidis                 | Corratec Vini Fantini         | Corratec Vini Fantini         | Corratec Vini Fantini         | EF Education-EasyPost  | EF Education-EasyPost  | EF Education-EasyPost  |
| N°                      | Ciclista                | Clas.                   | N°                            | Ciclista                      | Clas.                         | N°                     | Ciclista               | Clas.                  |
| 61                      | Benjamin Thomas         | 42°                     | 71                            | Matteo Amella                 | R                             | 81                     | Rui Costa              | 41°                    |
| 62                      | Stanisław Aniołkowski   | R                       | 72                            | Davide Baldaccini             | 93°                           | 82                     | Mikkel Honoré          | 55°                    |
| 63                      | Filip Gruszczynski      | 90°                     | 73                            | Niccolò Bonifazio             | R                             | 83                     | Neilson Powless        | 1°                     |
| 64                      | Hugo Toumire            | R                       | 74                            | Valentin Darbellay            | 52°                           | 84                     | Darren Rafferty        | R                      |
| 65                      | Axel Zingle             | R                       | 75                            | Simone Olivero                | R                             | 85                     | James Shaw             | R                      |
| 66                      | Stefano Oldani          | 84°                     | 76                            | Andrij Ponomar                | 54°                           | 86                     | Georg Steinhauser      | 29°                    |
| 67                      | Harrison Wood           | 20°                     | 77                            | Mark Stewart                  | 116°                          | 87                     | Marijn van den Berg    | R                      |
| Ineos Grenadiers        | Ineos Grenadiers        | Ineos Grenadiers        | Intermarché-Wanty             | Intermarché-Wanty             | Intermarché-Wanty             | Israel-Premier Tech    | Israel-Premier Tech    | Israel-Premier Tech    |
| N°                      | Ciclista                | Clas.                   | N°                            | Ciclista                      | Clas.                         | N°                     | Ciclista               | Clas.                  |
| 91                      | Filippo Ganna           | R                       | 101                           | Lorenzo Rota                  | 11°                           | 111                    | Pier-André Côté        | 98°                    |
| 92                      | Thymen Arensman         | 35°                     | 102                           | Vito Braet                    | 106°                          | 112                    | Simon Clarke           | R                      |
| 93                      | Ethan Hayter            | 88°                     | 103                           | Francesco Busatto             | 8°                            | 113                    | Marco Frigo            | 78°                    |
| 94                      | Thomas Pidcock          | 15°                     | 104                           | Lilian Calmejane              | 105°                          | 114                    | Hugo Houle             | 37°                    |
| 95                      | Ben Swift               | 24°                     | 105                           | Simone Gualdi                 | 28°                           | 115                    | Nick Schultz           | 40°                    |
| 96                      | Connor Swift            | 64°                     | 106                           | Simone Petilli                | 87°                           | 116                    | Corbin Strong          | 2°                     |
| 97                      | Ben Turner              | R                       | 107                           | Georg Zimmermann              | 22°                           | 117                    | Floris Van Tricht      | R                      |
| Lotto Dstny             | Lotto Dstny             | Lotto Dstny             | Movistar Team                 | Movistar Team                 | Movistar Team                 | Q36.5 Pro Cycling Team | Q36.5 Pro Cycling Team | Q36.5 Pro Cycling Team |
| N°                      | Ciclista                | Clas.                   | N°                            | Ciclista                      | Clas.                         | N°                     | Ciclista               | Clas.                  |
| 121                     | Jasper De Buyst         | 119°                    | 131                           | Alex Aranburu                 | 3°                            | 141                    | Gianluca Brambilla     | 71°                    |
| 122                     | Johannes Adamietz       | R                       | 132                           | Jorge Arcas                   | 111°                          | 142                    | Walter Calzoni         | 58°                    |
| 123                     | Sylvain Moniquet        | 21°                     | 133                           | Davide Cimolai                | R                             | 143                    | Marcel Camprubi        | 81°                    |
| 124                     | Harm Vanhoucke          | 38°                     | 134                           | Iván García Cortina           | 48°                           | 144                    | Matteo Moschetti       | R                      |
| 125                     | Alec Segaert            | 120°                    | 135                           | Lorenzo Milesi                | 17°                           | 145                    | Manuel Oioli           | 102°                   |
| 126                     | Florian Vermeersch      | 59°                     | 136                           | Sergio Samitier               | 57°                           | 146                    | Nicolò Parisini        | 49°                    |
|                         |                         |                         | 137                           | Gonzalo Serrano               | 51°                           | 147                    | Nickolas Zukowsky      | 25°                    |
| Red Bull-Bora-Hansgrohe | Red Bull-Bora-Hansgrohe | Red Bull-Bora-Hansgrohe | Team DSM-Firmenich PostNL     | Team DSM-Firmenich PostNL     | Team DSM-Firmenich PostNL     | Team Jayco AlUla       | Team Jayco AlUla       | Team Jayco AlUla       |
| N°                      | Ciclista                | Clas.                   | N°                            | Ciclista                      | Clas.                         | N°                     | Ciclista               | Clas.                  |
| 151                     | Matteo Sobrero          | 18°                     | 161                           | Romain Bardet                 | 104°                          | 172                    | Alessandro De Marchi   | R                      |
| 152                     | Giovanni Aleotti        | 73°                     | 162                           | Romain Combaud                | 110°                          | 173                    | Davide De Pretto       | 80°                    |
| 153                     | Emil Herzog             | 79°                     | 163                           | Chris Hamilton                | 65°                           | 174                    | Felix Engelhardt       | 27°                    |
| 154                     | Bob Jungels             | 31°                     | 164                           | Gijs Leemreize                | 61°                           | 175                    | Anders Foldager        | 12°                    |
| 155                     | Sergio Higuita          | 75°                     | 165                           | Martijn Tusveld               | 14°                           | 176                    | Chris Juul Jensen      | 121°                   |
|                         |                         |                         | 166                           | Frank van den Broek           | 112°                          | 177                    | Alastair MacKellar     | R                      |
| 167                     | Kevin Vermaerke         | 109°                    |                               |                               |                               |                        |                        |                        |
| Team Polti Kometa       | Team Polti Kometa       | Team Polti Kometa       | Tudor Pro Cycling Team        | Tudor Pro Cycling Team        | Tudor Pro Cycling Team        | UAE Team Emirates      | UAE Team Emirates      | UAE Team Emirates      |
| N°                      | Ciclista                | Clas.                   | N°                            | Ciclista                      | Clas.                         | N°                     | Ciclista               | Clas.                  |
| 181                     | Jhonatan Restrepo       | R                       | 191                           | Matteo Trentin                | 44°                           | 201                    | Diego Ulissi           | 33°                    |
| 182                     | Davide Bais             | 69°                     | 192                           | Robin Donzé                   | 83°                           | 202                    | Filippo Baroncini      | 13°                    |
| 183                     | Mattia Bais             | 53°                     | 193                           | Hannes Wilksch                | 72°                           | 203                    | Sjoerd Bax             | R                      |
| 184                     | Matteo Fabbro           | 70°                     | 194                           | Arnaud Tendon                 | 82°                           | 204                    | Jan Christen           | R                      |
| 185                     | Giovanni Lonardi        | R                       | 195                           | Roland Thalmann               | 97°                           | 205                    | Alessandro Covi        | 39°                    |
| 186                     | Mirco Maestri           | 86°                     | 196                           | Yannis Voisard                | 92°                           | 206                    | Luca Giaimi            | R                      |
| 187                     | Francisco Muñoz         | 26°                     | 197                           | Luc Wirtgen                   | R                             |                        |                        |                        |
| Uno-X Mobility          | Uno-X Mobility          | Uno-X Mobility          | VF Group-Bardiani CSF-Faizanè | VF Group-Bardiani CSF-Faizanè | VF Group-Bardiani CSF-Faizanè |                        |                        |                        |
| N°                      | Ciclista                | Clas.                   | N°                            | Ciclista                      | Clas.                         |                        |                        |                        |
| 211                     | Andreas Leknessund      | 36°                     | 221                           | Filippo Fiorelli              | 63°                           |                        |                        |                        |
| 212                     | Idar Andersen           | 32°                     | 222                           | Luca Colnaghi                 | R                             |                        |                        |                        |
| 213                     | Odd Christian Eiking    | 67°                     | 223                           | Luca Covili                   | 19°                           |                        |                        |                        |
| 214                     | Ådne Holter             | 100°                    | 224                           | Filippo Magli                 | 4°                            |                        |                        |                        |
| 215                     | Anders Johannessen      | 94°                     | 225                           | Alessio Martinelli            | 76°                           |                        |                        |                        |
| 216                     | Tobias Johannessen      | 6°                      | 226                           | Alessandro Pinarello          | 16°                           |                        |                        |                        |
| 217                     | Johannes Kulset         | 34°                     | 227                           | Enrico Zanoncello             | 113°                          |                        |                        |                        |